# Gloria Amon Nikoi
Gloria Adwoa Amon Nikoi, nhũ danh Addae (6 tháng 6 năm 1927  – 10 tháng 11 năm 2010)  là một nhà ngoại giao Ghana, từng giữ chức Bộ trưởng Ngoại giao năm 1979 dưới chính phủ của Hội đồng Cách mạng Vũ trang (AFRC). Bà là người phụ nữ Ghana đầu tiên giữ vị trí này.

## Sự nghiệp
Bà học trường Achimota. Nikoi là Phó Chánh văn phòng Liên Hợp Quốc từ năm 1969 đến 1974. Gloria Nikoi sau đó làm việc với tư cách là một quan chức cấp cao trong Bộ Ngoại giao Ghana.
Sau cuộc đảo chính quân sự ngày 4 tháng 6 năm 1979 đã lật đổ chính phủ của Hội đồng Quân sự Tối cao, bà đã trở thành bộ trưởng ngoại giao trong khoảng bốn tháng trong chính phủ của Trung úy Phi công Jerry Rawlings. Điều này kết thúc vào ngày 24 tháng 9 năm 1979, khi Cộng hòa thứ ba dưới thời chính phủ Đảng Nhân dân của Tiến sĩ Hilla Limann được khánh thành.
Gloria Nikoi trở thành Chủ tịch của Ngân hàng Nhà ở và Xây dựng trước đây, một ngân hàng Ghana, năm 1981. Bà cũng từng là giám đốc của Ngân hàng Phát triển Châu Phi (AfDB). Bà trở thành Chủ tịch đầu tiên của Hội đồng giao dịch chứng khoán Ghana khi được khánh thành vào ngày 12 tháng 11 năm 1990.

## Cuộc sống cá nhân
Bà đã kết hôn với Amon Nikoi, cựu Thống đốc Ngân hàng Ghana và Bộ trưởng Tài chính, người có ba đứa con.

## Qua đời và đám tang
Bà qua đời vì nguyên nhân tự nhiên ở Washington, DC. vào ngày 10 tháng 11 năm 2010 ở tuổi 83. Dịch vụ tang lễ của bà được tổ chức tại nhà thờ Accra Ridge, nơi bà là một giáo dân.